# Sphingonotus kueideensis
Sphingonotus kueideensis är en insektsart som beskrevs av Yin, X.-c. 1984. Sphingonotus kueideensis ingår i släktet Sphingonotus och familjen gräshoppor. Inga underarter finns listade i Catalogue of Life.